# Louis Baralis
Louis Baralis, né à Toulon le 7 juillet 1862 et mort à Paris le 29 juillet 1930, est un sculpteur français. 
Aux alentours de 1900, il produit de la sculpture décorative dans le style Art nouveau.

## Biographie
Élève de Jules Cavelier et de Félix Barrias, Louis Baralis expose à partir de 1889 au Salon des artistes français et obtient en 1902 une médaille de 2e classe.

## Œuvres

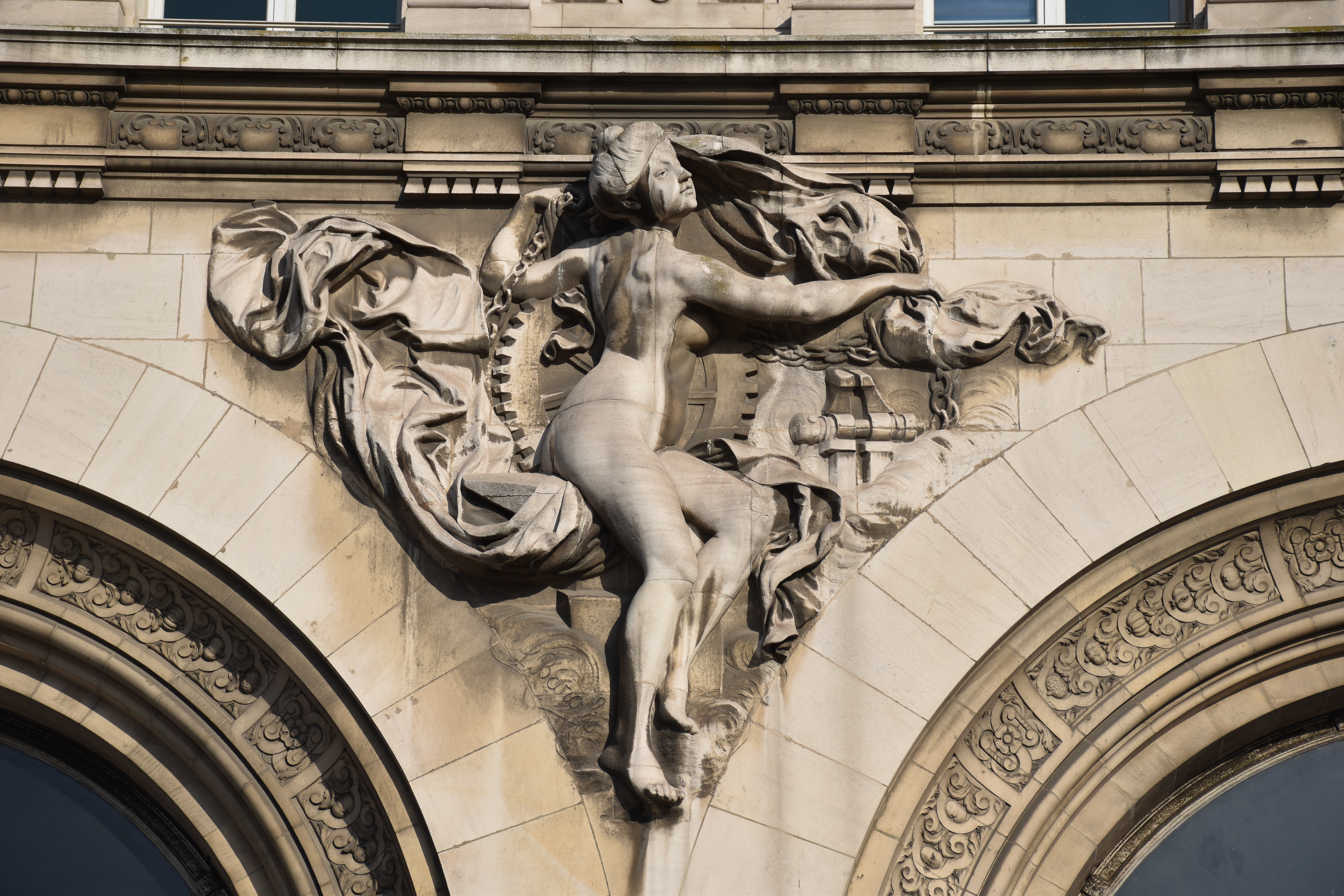
La Mécanique (1900), façade de Paris-Gare-de-Lyon.

- Nantes : Le Marin, une des figures du piédestal du Monument aux morts de la guerre de 1870 de Georges Bareau, 1897.
- Paris :
  - hôtel Élysée Palace : décor en bas-relief de deux des neuf oculi de la façade, 1898.
  - gare de Lyon : La Mécanique, bas-relief ornant la façade[3].
- Reims, fontaine Subé : décoration de la fontaine, entre 1904 et 1906, en collaboration avec Paul Gasq, Paul Auban et l'ornemaniste Joseph Wary.